# Realdo Colombo
Matteo Realdo Colombo (n. 1516, Cremona, Lombardia, Italia – d. 1559, Roma, Statele Papale) a fost anatomist și chirurg italian, unul dintre cei mai mari ai Renașterii.

## Biografie
S-a născut la Cremona, ca fiu al unui farmacist. Studiază la Milano, apoi urmează meseria tatălui. Părăsește viața de farmacist și devine discipol al chirurgului Giovanni Antonio Lonigo, la care studiază 7 ani.
În 1538 intră la Universitatea din Padova și este remarcat ca student excepțional la anatomie. În 1542 se reîntoarce la mentorul său, Antonio Lonigo.

## Activitate

De re anatomica

Realdo Colombo efectuează observații și cercetări de succes în domeniul sistemului cardiovascular, descoperind circulația pulmonară. Astfel este demonstrată marea eroare a teoriei lui Galen privind existența unor "micropori" în septul cardiac, prin care sângele ar trece de la un ventricul la altul.
Aceste rezultat vor conduce la elaborarea teoriei circulației sanguine a lui William Harvey.